# 第二大道
第二大道（英語：Second Avenue）是美國纽约曼哈頓东部的一条大道，南到豪斯顿街，北到128街。第二大道是单行线，只允许汽车南行。从55街到34街的一侧有自行车道。第二大道从南向北穿过许多街区，包括下东区、东村、格拉梅西公園、莫瑞丘、上东城、Yorkville和西班牙哈莱姆（Spanish Harlem）。